# Zdeněk Moravec
Zdeněk Moravec é um astrónomo checo e um prolífico descobridor de asteróides.

## Descobertas
| Asteróides descobertos: 75 | Asteróides descobertos: 75 |
| -------------------------- | -------------------------- |
| 6801 Střekov               | 22 de Outubro de 1995      |
| 7495 Feynman[1]            | 22 de Novembro de 1995     |
| 7498 Blaník                | 16 de Janeiro de 1996      |
| 7669 Malše[1]              | 4 de Agosto de 1995        |
| 7671 Albis                 | 22 de Outubro de 1995      |
| 7711 Říp                   | 2 de Dezembro de 1994      |
| 7796 Járacimrman           | 16 de Janeiro de 1996      |
| 7896 Švejk                 | 1 de Março de 1995         |
| 7967 Beny                  | 28 de Fevereiro de 1996    |
| 8048 Andrle[1]             | 22 de Fevereiro de 1995    |
| 8222 Gellner[1]            | 22 de Julho de 1996        |
| 8556 Jana                  | 7 de Julho de 1995         |
| 8573 Ivanka                | 4 de Novembro de 1996      |
| 8740 Václav[1]             | 12 de Janeiro de 1998      |
| 9102 Foglar[1]             | 12 de Dezembro de 1996     |
| 9224 Železný[1]            | 10 de Janeiro de 1996      |
| 9884 Příbram[1]            | 12 de Outubro de 1994      |
| 9991 Anežka                | 5 de Outubro de 1997       |
| 10170 Petrjakeš[1]         | 22 de Fevereiro de 1995    |
| 10174 Emička               | 2 de Maio de 1995          |
| 10205 Pokorný[1]           | 7 de Agosto de 1997        |
| 10213 Koukolík[1]          | 10 de Setembro de 1997     |
| 11124 Mikulášek[1]         | 14 de Outubro de 1996      |
| 11134 České Budějovice[1]  | 4 de Dezembro de 1996      |
| (11163) 1998 CR            | 4 de Fevereiro de 1998     |
| 11339 Orlík[1]             | 13 de Novembro de 1996     |
| (11603) 1995 TF            | 5 de Outubro de 1995       |
| 11656 Lipno[1]             | 6 de Março de 1997         |
| 12406 Zvíkov[1]            | 25 de Setembro de 1995     |
| 12448 Mr. Tompkins[1]      | 12 de Dezembro de 1996     |
| 13681 Monty Python[1]      | 7 de Agosto de 1997        |
| 13804 Hrazany[1]           | 9 de Dezembro de 1998      |
| 14190 Soldán[1]            | 15 de Dezembro de 1998     |
| 14206 Sehnal[1]            | 15 de Fevereiro de 1999    |
| (14532) 1997 QM            | 25 de Agosto de 1997       |
| 14537 Tyn nad Vltavou[1]   | 10 de Setembro de 1997     |
| 15374 Teta[1]              | 16 de Janeiro de 1997      |
| 15890 Prachatice[1]        | 3 de Abril de 1997         |
| 15960 Hluboká[1]           | 2 de Fevereiro de 1998     |
| 16781 Renčín[1]            | 12 de Dezembro de 1996     |
| 17607 Táborsko[1]          | 2 de Outubro de 1995       |
| 17694 Jiránek[1]           | 4 de Março de 1997         |
| 17805 Švestka[1]           | 30 de Março de 1998        |
| 18497 Nevězice[1]          | 11 de Junho de 1996        |
| 18531 Strakonice[1]        | 4 de Dezembro de 1996      |
| 21290 Vydra[1]             | 9 de Novembro de 1996      |
| 21602 Ialmenus[1]          | 17 de Dezembro de 1998     |
| 22465 Karelanděl[1]        | 15 de Janeiro de 1997      |
| 22503 Thalpius[1]          | 7 de Outubro de 1997       |
| 24950 Nikhilas             | 23 de Agosto de 1997       |
| (24951) 1997 QK            | 24 de Agosto de 1997       |
| 25340 Segoves[1]           | 10 de Setembro de 1999     |
| 26328 Litomyšl[1]          | 18 de Novembro de 1998     |
| 26971 Sezimovo Ústí[1]     | 25 de Setembro de 1997     |
| (27956) 1997 RC            | 1 de Setembro de 1997      |
| 29401 Asterix[1]           | 1 de Outubro de 1996       |
| 29402 Obelix[1]            | 14 de Outubro de 1996      |
| 29555 MACEK[1]             | 18 de Fevereiro de 1998    |
| (31114) 1997 QB1           | 28 de Agosto de 1997       |
| (35239) 1995 SH2[1]        | 25 de Setembro de 1995     |
| (35445) 1998 CY[1]         | 5 de Fevereiro de 1998     |
| 43954 Chýnov[1]            | 7 de Fevereiro de 1997     |
| (44000) 1997 RB            | 1 de Setembro de 1997      |
| (44031) 1998 CO[1]         | 3 de Fevereiro de 1998     |
| (48775) 1997 QL            | 24 de Agosto de 1997       |
| (48776) 1997 QT            | 27 de Agosto de 1997       |
| 48844 Belloves[1]          | 18 de Fevereiro de 1998    |
| (52591) 1997 QD            | 22 de Agosto de 1997       |
| (58424) 1996 DL1[1]        | 22 de Fevereiro de 1996    |
| (58567) 1997 QB            | 21 de Agosto de 1997       |
| (58568) 1997 QM1           | 31 de Agosto de 1997       |
| (65895) 1998 CP[1]         | 3 de Fevereiro de 1998     |
| (69553) 1997 QS2           | 31 de Agosto de 1997       |
| (79477) 1998 CN[1]         | 3 de Fevereiro de 1998     |
| (85328) 1995 PA[1]         | 1 de Agosto de 1995        |
| 1. 1 com Miloš Tichý       |                            |